# Вилијам Хана
Вилијам Денби Хана (енгл. William Denby Hanna; Мелроуз, 14. јул 1910 — Лос Анђелес, 22. март 2001) био је амерички аниматор, гласовни глумац и музичар. Хана је, заједно са Џозефом Барбером, креирао цртани филм Том и Џери и основао студио за анимацију и продукцијску кућу Хана-Барбера, а такође је давао и гласовне ефекте за насловне ликове поменутог цртаног филма.
Хана се придружио студију за анимацију Harman and Ising 1930. године и постепено стицао вештину и истакнутост радећи на цртаним филмовима као што је Captain and the Kids. Године 1937, док је радио у Метро-Голдвин-Мајеру (МГМ), Хана је упознао Барберу и формирао радни однос. Године 1957. су заједно основали студио Хана-Барбера, који је постао најуспешнији студио за телевизијску анимацију, креирајући или продуцирајући програме као што су Породица Кременко, The Huckleberry Hound Show, Породица Џетсон, Скуби-Ду, Штрумпфови и Медведић Јоги. Године 1967. је Хана-Барбера продат компанији Taft Broadcasting за 12 милиона долара, али су Хана и Барбера остали на челу компаније до 1991. године. Тада је студио продат компанији Turner Broadcasting System, која се заузврат спојила са Тајм Ворнером 1996. године; Хана и Барбера су остали као саветници.
Том и Џери је освојио седам Оскара, док су Хана и Барбера били номиновани за још два и освојили осам награда Еми. Њихови цртани филмови су постали културне иконе, а њихови ликови су се појављивали у другим медијима као што су филмови, књиге и играчке. Емисије студија Хана-Барбера имале су шездесетих година прошлог века публику од преко 300 милиона људи широм света и преведене су на више од 28 језика.

## Рани живот и лични живот
Вилијам Хана је рођен 14. јула 1910. године у Мелроузу, у Територији Новог Мексика, од оца Вилијама Џона и мајке Авис Џојс (рођене Денби) Хане‍:5. Био је треће од седморо деце. Његов отац је био надзорник изградње железница, као и водоводних и канализационих система широм запада САД, што је захтевало често селидбу породице‍:6.
Похађао је средњу школу Комптон од 1925. до 1928. године, где је свирао саксофон у плесном бенду. Студирао је новинарство и грађевинарство на Комптоновом градском колеџу‍:6, али је морао да напусти колеџ због Велике депресије.
Дана 7. августа 1936. године, Хана се оженио са Вајолет Бланш Вогацке, са којом је био у браку 64 године, до своје смрти. У браку су добили двоје деце, Дејвида Вилијама и Бони Џин‍:29.

## Рана каријера
Након напуштања колеџа, Хана је радио као грађевински инжењер, али је изгубио посао током Велике депресије. Године 1930. придружио се студију за анимацију Harman and Ising. Упркос недостатку формалне обуке, убрзо је постао шеф одељења за туш и боју. Поред тога, писао је песме и текстове.
Када су Хју Харман и Рудолф Исинг одлучили да 1933. године почну самостално да продуцирају цртане филмове за Метро-Голдвин-Мајер (МГМ), Хана је био један од запослених који су их пратили. Ханин сто у МГМ-у био је прекопута стола Џозефа Барбере. Њих двојица су брзо схватили да би били добар тим‍:Foreword. До 1939. године учврстили су партнерство које ће трајати преко 60 година.

## Том и Џери
Године 1940, Хана и Барбера су заједно режирали Puss Gets the Boot, који је номинован за Оскара за најбољи кратки анимирани филм. Иако је њихов супервизор, Фред Квимби, у почетку био против нових цртаних филмова о мачки и мишу, успех првог филма их је охрабрио да наставе. Резултат је била њихова најпознатија креација, Том и Џери‍:78–79.
Током наредних 17 година, Хана и Барбера су радили скоро искључиво на Тому и Џерију, режирајући више од 114 веома популарних кратких филмова. Серија је на крају номинована за 14 Оскара, а освојила је 7. Ниједна друга анимирана серија заснована на ликовима није освојила више награда.
Када се Квимби пензионисао крајем 1955. године, Хана и Барбера су постављени на чело МГМ-овог одељења за анимацију. Међутим, због растуће конкуренције телевизије, МГМ је 1957. године наредио затварање одељења за анимацију‍:2–3, 109.

## Телевизија
Године 1957. Хана се поново удружио са Џозефом Барбером како би продуцирали цртане филмове за телевизију. Бацањем новчића одлучено је да ће Хана имати предност у имену нове компаније, која је прво названа H-B Enterprises, а убрзо промењена у Hanna-Barbera Productions‍:Foreword.
Њихов први производ био је The Ruff & Reddy Show. Убрзо су постигли успех са две нове серије: The Huckleberry Hound Show и The Yogi Bear Show. Истраживање из 1960. године показало је да су половину гледалаца Huckleberry Hound чинили одрасли. То је подстакло компанију да креира нову анимирану серију, Породица Кременко. Серија је постала прва анимирана емисија у ударном термину која је постигла велики успех, а узвик Фреда Кременка "yabba dabba doo" убрзо је ушао у свакодневну употребу.
До касних 1960-их, Hanna-Barbera Productions је био најуспешнији студио за телевизијску анимацију. Студио је произвео преко 3.000 анимираних полусатних телевизијских емисија. Међу више од 100 серија које су произвели су The Jetsons, Jonny Quest, Scooby-Doo и The Smurfs.
Студио је био кључан у развоју ограничене анимације, што је омогућило да телевизијска анимација буде исплативија, али је такође смањило квалитет. Ограничена анимација је постала стандард за телевизијску анимацију и данас се користи у програмима као што су Симпсонови и Сунђер Боб Коцкалоне.

## Смрт
Хана је преминуо од рака једњака у свом дому у Северном Холивуду, Лос Анђелес, Калифорнија, 22. марта 2001. године, у 90. години живота.

## Наслеђе
Већина цртаних филмова које су Хана и Барбера креирали вртела се око блиског пријатељства или партнерства, што је можда био одраз блиског пословног пријатељства и партнерства које су Хана и Барбера делили скоро 60 година‍:214. Сматра се једним од највећих аниматора свих времена, у рангу са Тексом Ејверијем. Често се сматрају јединим ривалима Волта Дизнија као цртачима.
Тим Хана-Барбера освојио је укупно седам Оскара и осам награда Еми‍:32. Такође су добили звезду на Холивудској стази славних 1976. године, а 1994. су примљени у Телевизијску кућу славних‍:171.